# Steffen Deibler
Steffen Deibler (Biberach an der Riß, 10 luglio 1987) è un ex nuotatore tedesco.
Il 14 novembre 2009, in Coppa del Mondo a Berlino, stabilisce il record del mondo dei 50 m delfino in vasca corta con il tempo di 21"80.

## Palmarès
- Mondiali in vasca corta

Dubai 2010: bronzo nei 50m farfalla.
- Europei

Debrecen 2012: argento nella 4x100m misti.
- Europei in vasca corta:

Trieste 2005: oro nella 4x50m misti e argento nei 100m sl.
Debrecen 2007: oro nella 4x50m misti e bronzo nella 4x50m sl.
Fiume 2008: argento nella 4x50m misti.
Eindhoven 2010: oro nei 50m sl, nei 50m farfalla, nei 100m farfalla e nella 4x50m misti e argento nella 4x50m sl.
Stettino 2011: bronzo nella 4x50m misti.
Herning 2013: oro nella 4x50m misti mista, argento nei 50m farfalla e nella 4x50m misti e bronzo nei 100m farfalla.
- Europei giovanili

Lisbona 2004: argento nella 4x100m sl.
Budapest 2005: oro nei 50m sl, nei 100m sl, nella 4x100m sl e nella 4x100m misti, argento nei 50m farfalla e bronzo nei 200m sl e nella 4x200m sl.